# Annette Mattsson
Annette Mattsson, född 5 april 1959, är en norsk författare. Hon har gett ut novellsamlingarna Fotografiet (1997) och Lille hjerte (1999). 2002 kom romanen I mørket, som karakteriserades som ett genombrott. Den handlar om en kvinna som upplever att hennes man plötsligt försvinner. Hon tvingas till självrannsakning och reflektion över ett svårt samliv. Romanen Jag ventet på deg (2004) skildrar den skörhet som kännetecknar en trygg tillvaro när något oväntat och chockerande sker. I novellsamlingen Holde fast (2009) är barn och vuxnas förhållande till barn ett genomgående tema.